# Makó Lajos
Makó Lajos (Debrecen, 1854. október 9. – Szeged, 1908. november 12.) magyar színművész, rendező, színházigazgató, műfordító.

## Élete
Makó István kereskedő és Szikszay Julianna nemes szülők fia. Iskoláit Rozsnyón és Debrecenben végezte. Az egyéves önkéntesség leszolgálása után színész lett és 1877-ben Budapesten a Népszínháznál lépett fel mint kardalos. Sokat tanult itt öt év alatt és a vidék kiváló jellemkomikusa lett. Játszott Pécsett, Kecskeméten, Kolozsvárt, Kassán, Szegeden, Aradon és Budapesten. Igazgató volt 1886-ban a fővárosban, majd Szegeden háromszor és később újból Budapesten. 1908-ban ő vitte színre először Magyarország Rostand Cyrano de Bergeracját, melyben a főszerepet Pethes Imre játszotta. Mint katona tartalékos honvédhadnagy. Beutazta Németországot, meglátogatta Párizst. Első felesége Schwartz Anna (Pest, 1854 – Szeged, 1896. márc. 25.) táncosnő volt.

## Fontosabb szerepei
- Gáspár apó (Planquette: A corneville-i harangok);
- Kancsukoff (Suppé: Fatinicza);
- Harpagon (Molière: A fösvény);
- Tiborc (Katona József: Bánk bán);
- Desperier (Konti J.: Eleven ördög);
- Ringheim (Rosen: A nagyzás hóbortja).

## Működési adatai
- 1876: Pécs;
- 1877: Kuthy, majd Kecskemét;
- 1878: Kolozsvár;
- 1879: Kassa;
- 1879–83: Szeged;
- 1884: Várszínház;
- 1885: Kolozsvár;
- 1886: Nagyvárad, Arad;
- 1887–89: Népszínház.

### Igazgatóként
- 1889–92: Szeged;
- 1892: Győr, Sopron;
- 1894: Szatmárnémeti;
- 1895–99: Szeged;
- 1899–1902: Temesvár;
- 1902–1905: Debrecen;
- 1905–1908: Szeged.

## Művei
- Egy vőlegény az ajtó előtt. Monolog. Írták Eug. Leclerc és René d'Alisy. Ford. Budapest, év n. Rozsnyai Károly Monolog-Könyvtára 10.).
- Lenni és nem lenni. Monolog. Irták Bridier és E. Philippi. Ford. Uo. év n. (Rozsnyai Károly Monolog-Könyvtára 11.).
- A szókimondó asszonyság. Írta Sardou V., ford. Fáy J. Bélával. Uo. év n. (Fővárosi szinházak Műsora 62.).

Még vagy 40 színdarabot fordított a vidéki szinpadok számára; többek közt a Tosca, Több mint királynő, Három feleség címűeket. Írt egy eredeti színművet is, a Gyea Annát.

## Emlékezete
A Szegedi Nemzeti Színház földszinti előcsarnokában található bronz mellszobra, Vígh Ferenc alkotása (1910). A színház igazgatósága 1984-ben alapította az azóta évente adományozott Makó Lajos-díjat, mellyel a dráma (korábban: prózai) tagozat produkcióinak létrehozásában nyújtott kiváló teljesítményeket ismerik el. Makó Lajos végső nyughelye védett sírhely a szegedi belvárosi temetőben.